# Youhua
Youhua är en köping i östra Kina. Den ligger i Qingyang härad i staden Chizhou i provinsen Anhui, omkring 150 kilometer sydost om provinshuvudstaden Hefei. Antalet invånare är 12 746. Befolkningen består av 6 062 kvinnor och 6 684 män. Barn under 15 år utgör 15,0 %, vuxna 15-64 år 73 %, och äldre över 65 år 11,0 %.